# IC 3283
IC 3283 је спирална галаксија у сазвјежђу Береникина коса која се налази на листи објеката дубоког неба у Индекс каталогу.
Деклинација објекта је + 27° 12' 42" а ректасцензија 12h 24m 28,1s. Привидна величина (магнитуда) објекта IC 3283 износи 15,2 а фотографска магнитуда 16,0.